# 尼廷湖
53°26′55.8″N 12°49′59.7″E / 53.448833°N 12.833250°E
尼廷湖（德語：Nietingsee），是德國的湖泊，位於該國東北部梅克倫堡-前波美拉尼亞州，由梅克倫堡湖區郡負責管轄，處於米利茨國家公園，面積0.01平方公里，海拔高度65米。